# 레너드 매코이

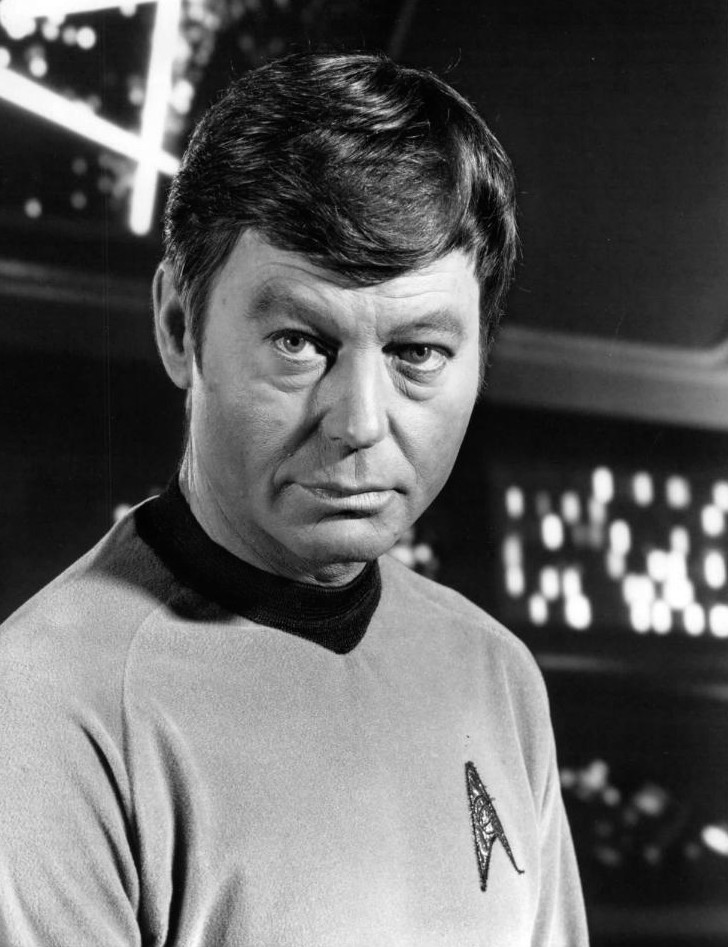

레너드 맥코이(영어: Leonard McCoy)는 《스타 트렉 시리즈》에 등장하는 가공의 인물이다. 애칭은 본즈(영어: Bones)이다. 엔터프라이즈 호 (NCC-1701, NCC-1701-A)의 의사로, 드포리스트 켈리, 칼 어번이 연기를 하였다.